# Мемориал «Горьковчане — фронту»
«Горьковча́не — фро́нту» — мемориал, посвящённый памяти трудовых подвигов горьковчан в годы Великой Отечественной войны. Расположен в Нижнем Новгороде, внутри Кремля, между Дмитриевской и Кладовой башнями.
Авторы проекта — архитекторы С. А. Тимофеев, Б. С. Нелюбин, В. Я. Ковалёв.

## История создания
К 30-летию Победы внутри Нижегородского кремля, около Дмитриевской башни, 8 мая 1975 года была открыта постоянно действующая выставка «Горьковчане — фронту», посвящённая памяти трудовых подвигов горьковчан в годы Великой Отечественной войны. В тот же день была открыта памятная доска в честь соединений, сформированных в городе Горьком и Горьковской области в годы Великой Отечественной войны.
В 1979 году Горьковский горисполком принял решение: «К 35-летию Победы выставке оружия в Кремле присвоить статус мемориала. Установить на территории мемориала памятный знак „Горьковчане — фронту“.» Знак был установлен 8 мая 1980 года.

## Описание памятника
У входа в мемориал стоит памятный знак, облицованный гранитными плитами. На одной из плит выбит текст: «„Из поколения в поколение будут передаваться слова о тех, кто в годину грозных испытаний защищал Советскую Родину с оружием в руках, так и о тех, кто ковал оружие, кто строил танки и самолёты, кто варил сталь для снарядов, кто своими трудовыми подвигами был достоин воинской доблести бойцов“. „Правда“, 8 июня 1942 г.». На другой гранитной плите выбиты слова: «Поставлено фронту 2 360 танков, 1 500 самолётов, 9 000 самоходных установок, 10 000 миномётов. Предприятия города выпускали боевые машины „Катюша“ и другую военную технику».
На пьедесталах, установленных вдоль кремлёвской стены, демонстрируется оружие, выпускавшееся в городе Горьком (ныне Нижний Новгород) в годы Великой Отечественной войны. Это танк Т-34, бронеавтомобиль БА-64, пушки, миномёт, самоходная установка СУ-76, БМ-13 «Катюша», истребитель Ла-7, рубка подводной лодки «С-13».
2 июля 2020 года на территории мемориала «Горьковчане — фронту» прошла церемония открытия памятника «Горьковчанам — доблестным труженикам тыла». Это событие было приурочено к присвоению Нижнему Новгороду почётного звания «Город трудовой доблести». Автор монумента — скульптор Алексей Щитов. Мемориал создан на пожертвования городских предприятий и средства благотворителей. Фрагменты композиции отливались в разных городах. На постаменте из тёмного гранита установлена бронзовая скульптурная композиция пожилого мужчины, женщины и мальчика — тех, кто ковал победу страны в тылу Великой Отечественной войны. За их спиной — также бронзовая стела с изображением заводов города Горького на фоне флага, где написано: «Горьковчанам доблестным труженикам тыла».

Памятник «Горьковчанам — доблестным труженикам тыла»
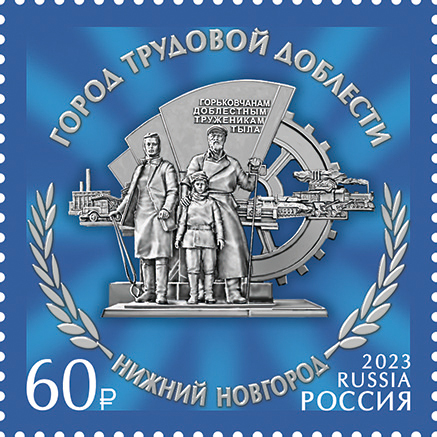
Памятник на почтовой марке 2023 года

## Галерея

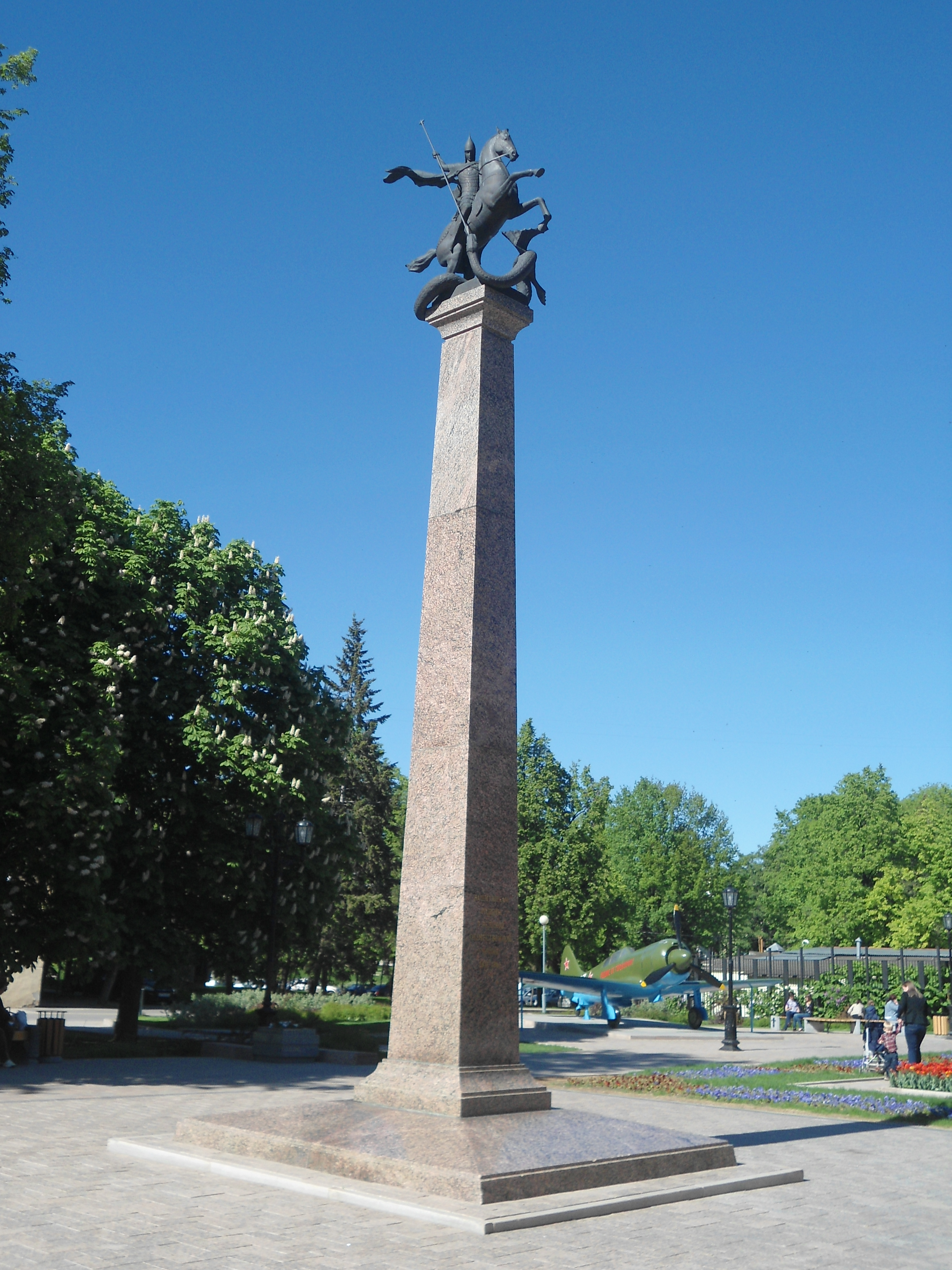
Монумент «Георгий Победоносец»
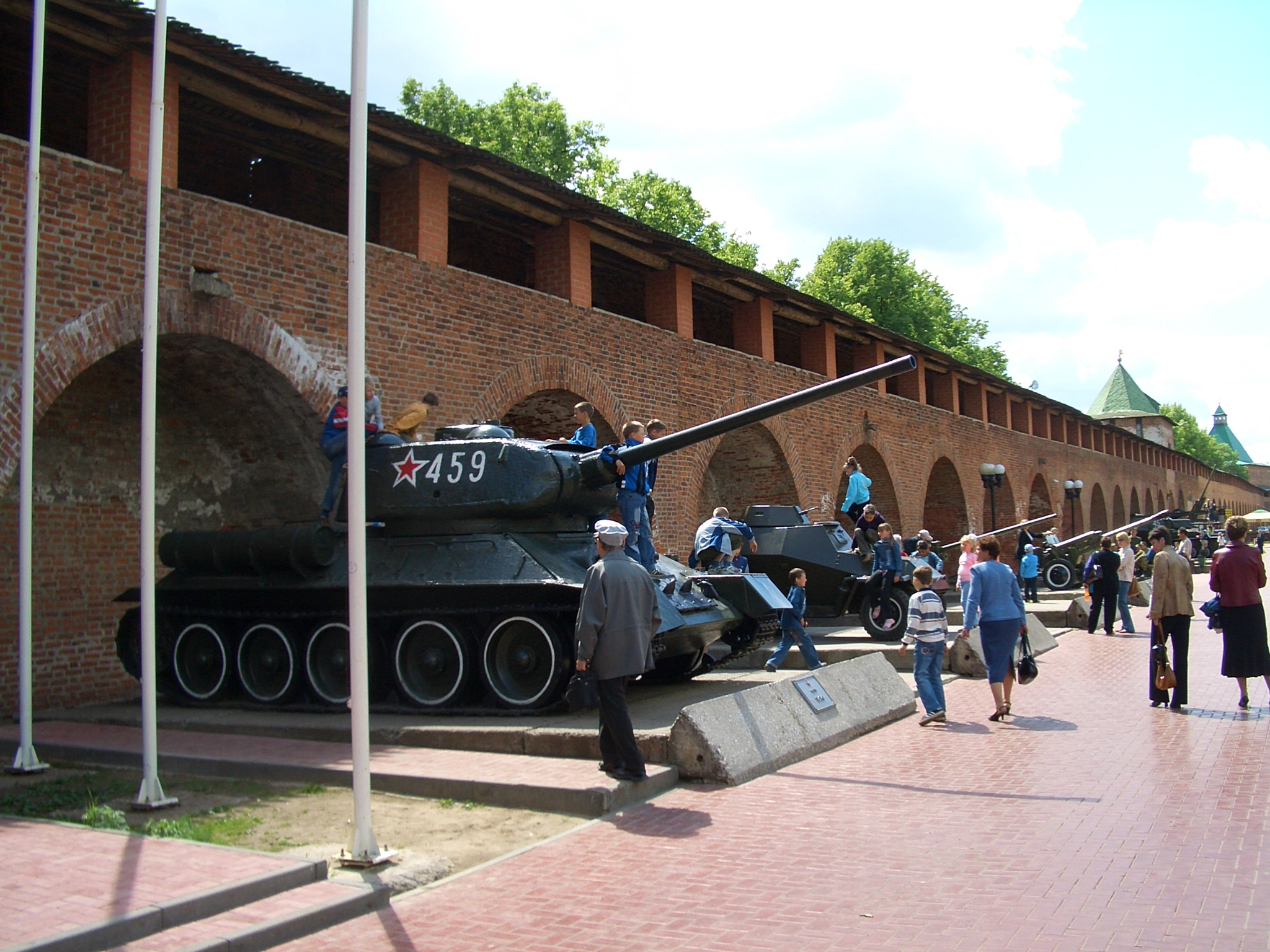
Танк Т-34-85
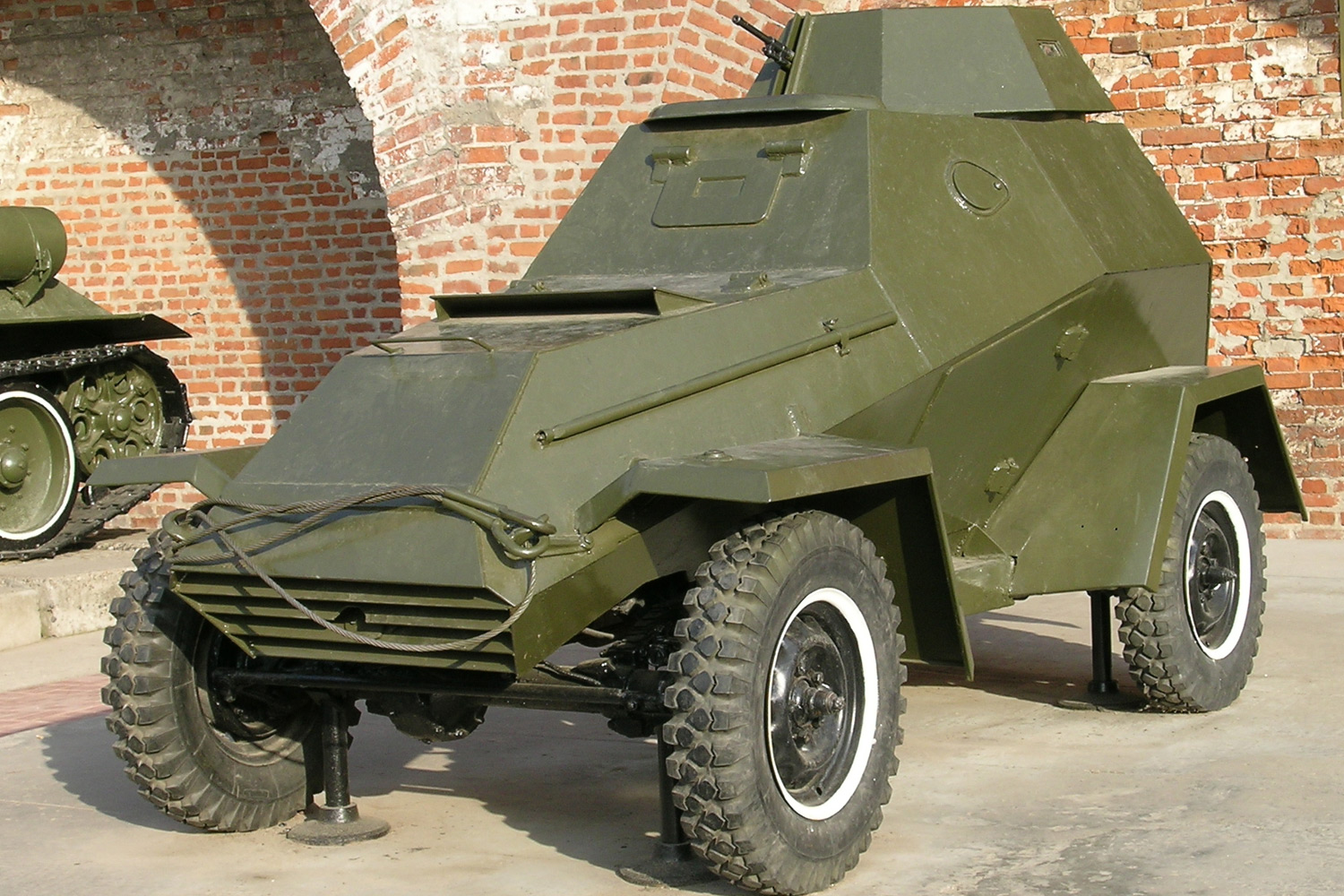
Бронеавтомобиль БА-64Б
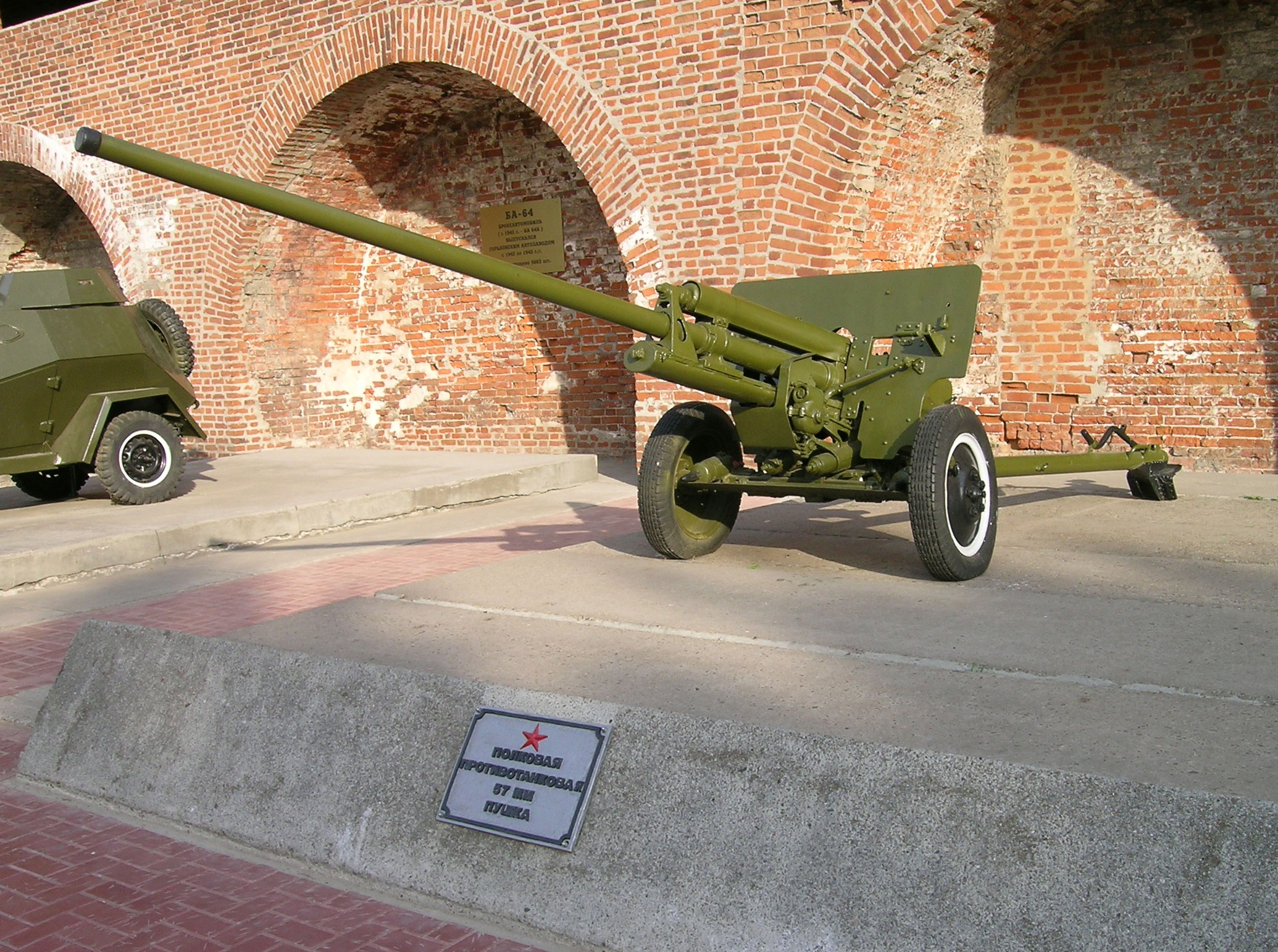
Пушка ЗИС-2
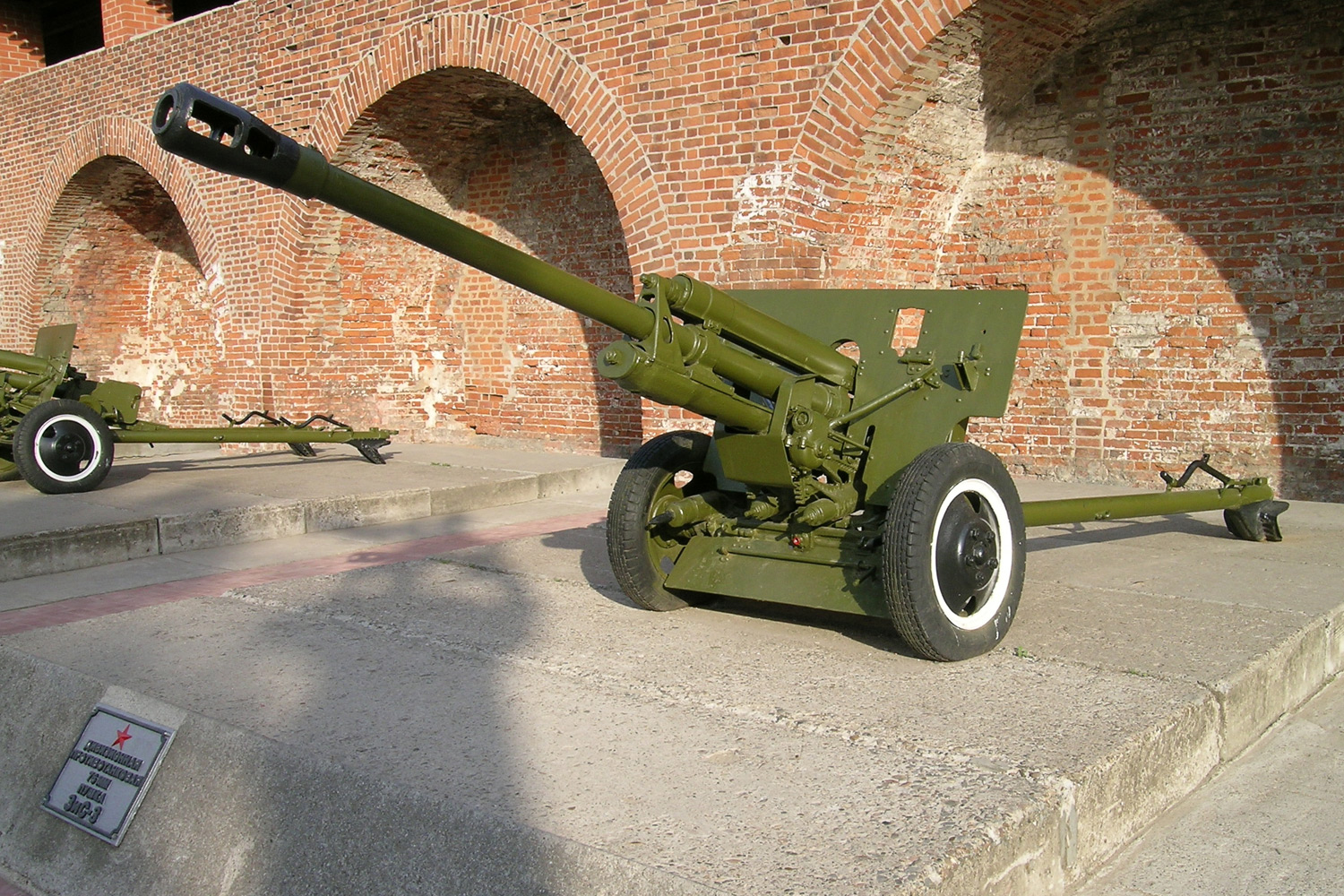
Пушка ЗИС-3
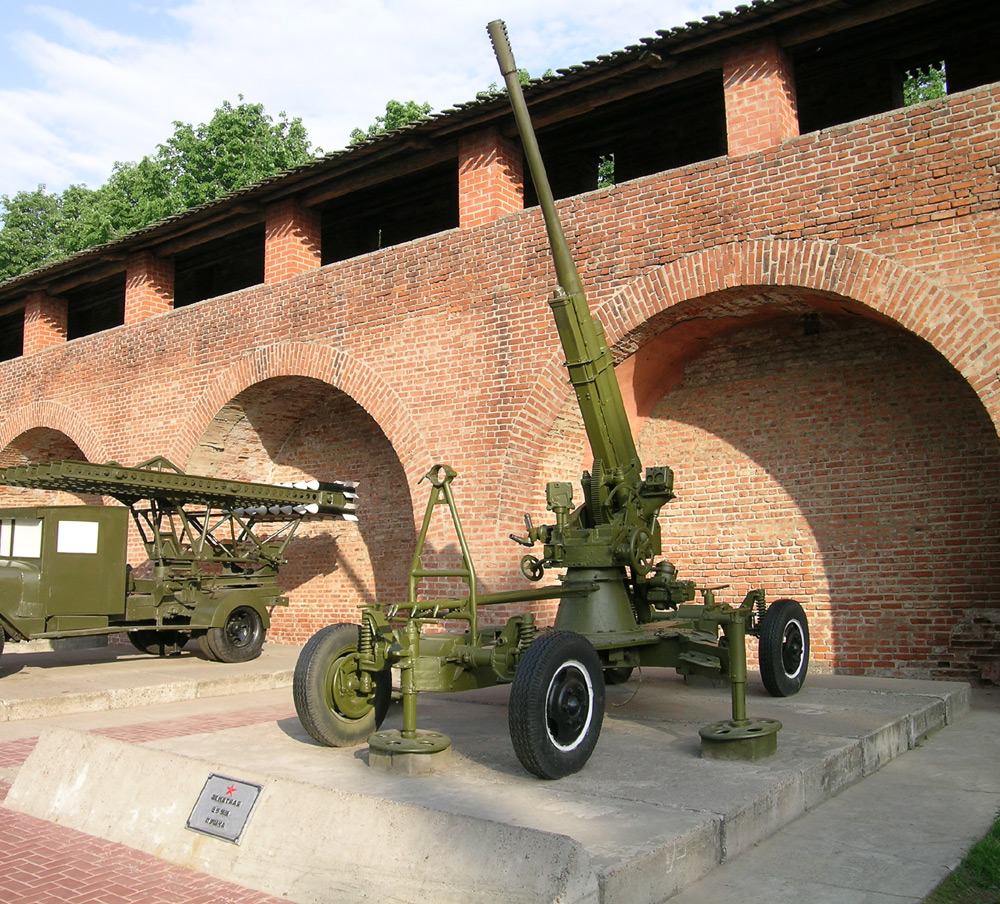
Зенитная пушка 52-К
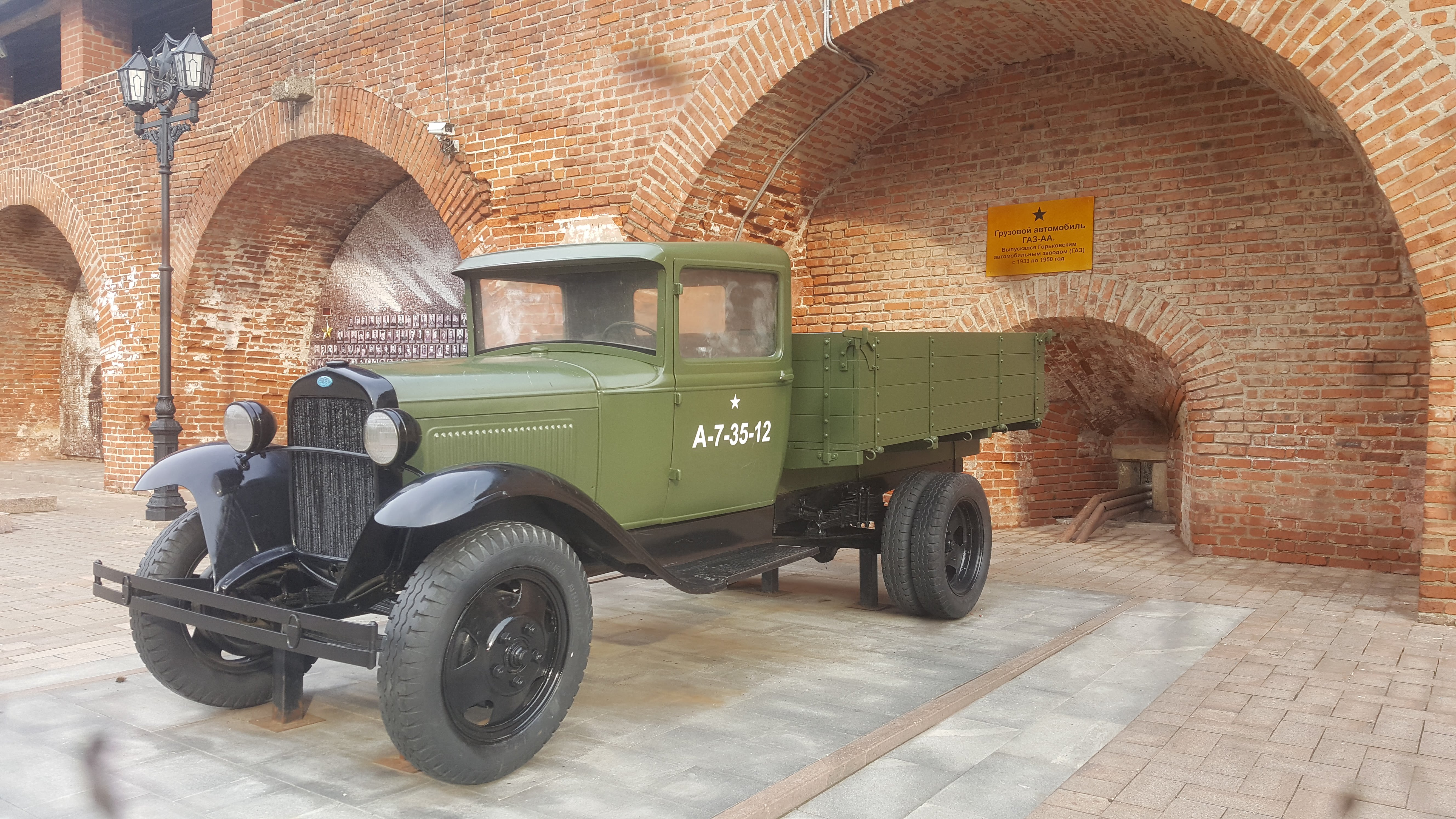
ГАЗ-АА
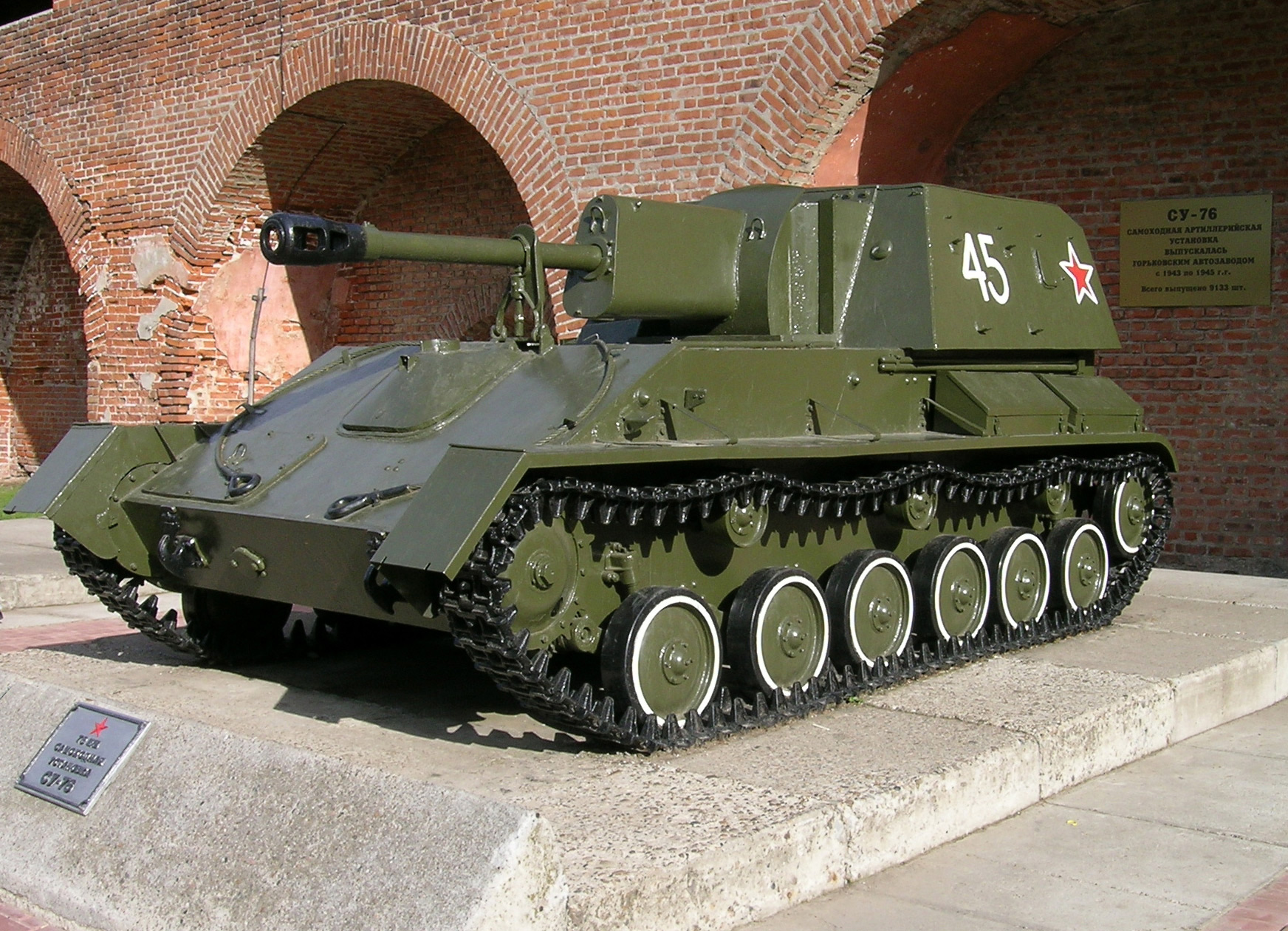
САУ СУ-76М
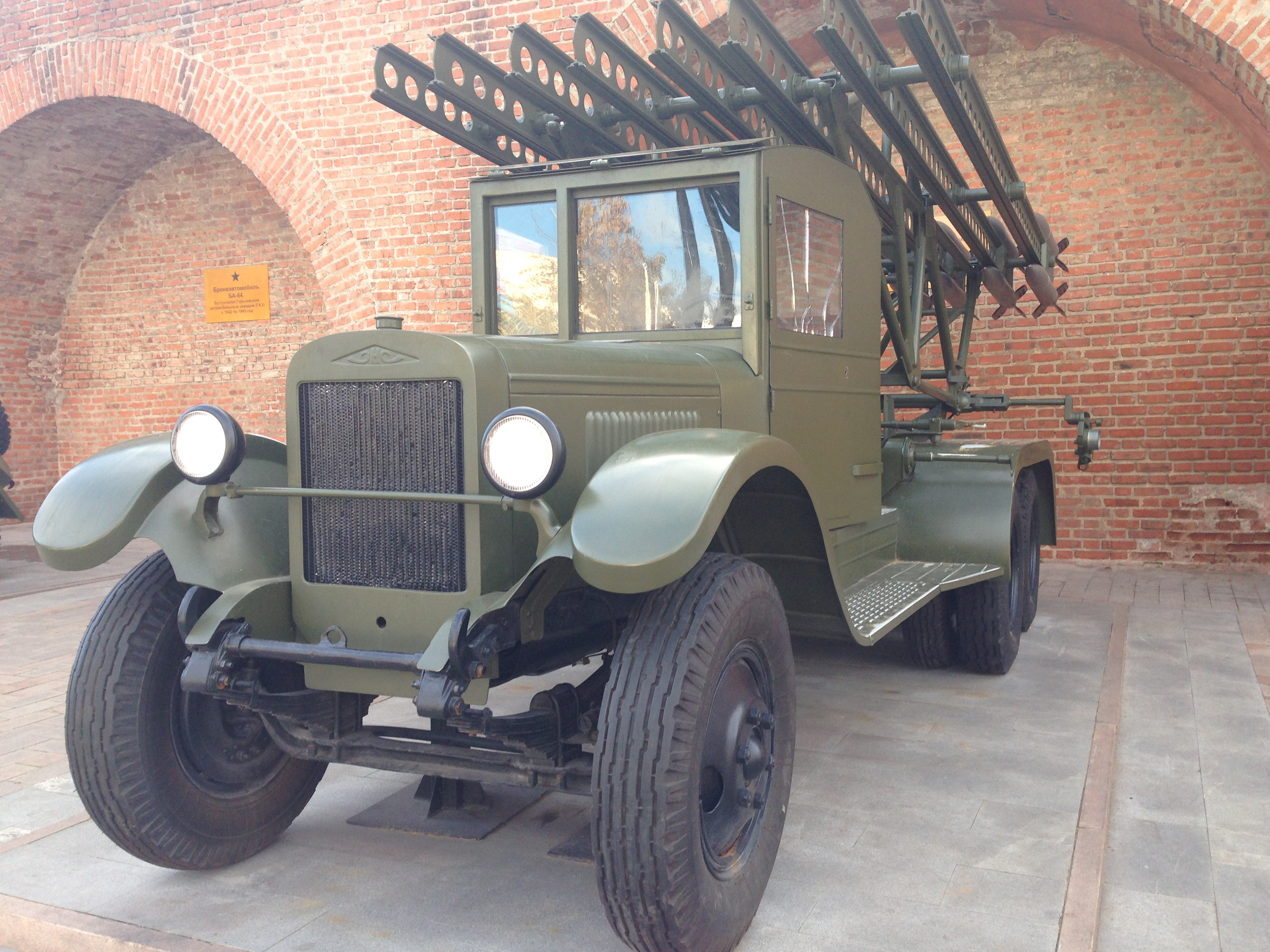
БМ-13-16 («Катюша»)
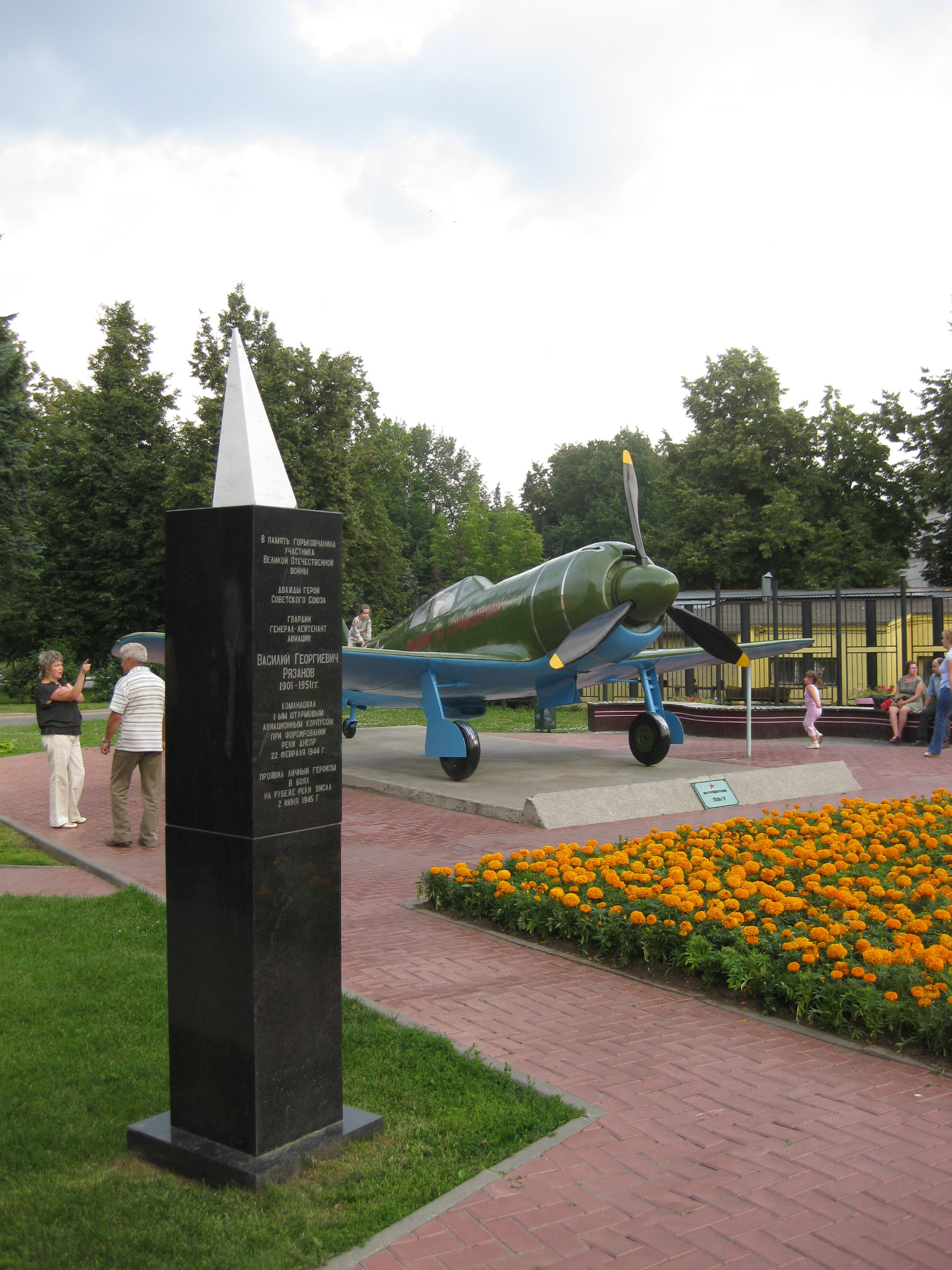
Стела в честь генерала В. Г. Рязанова и истребитель Ла-7
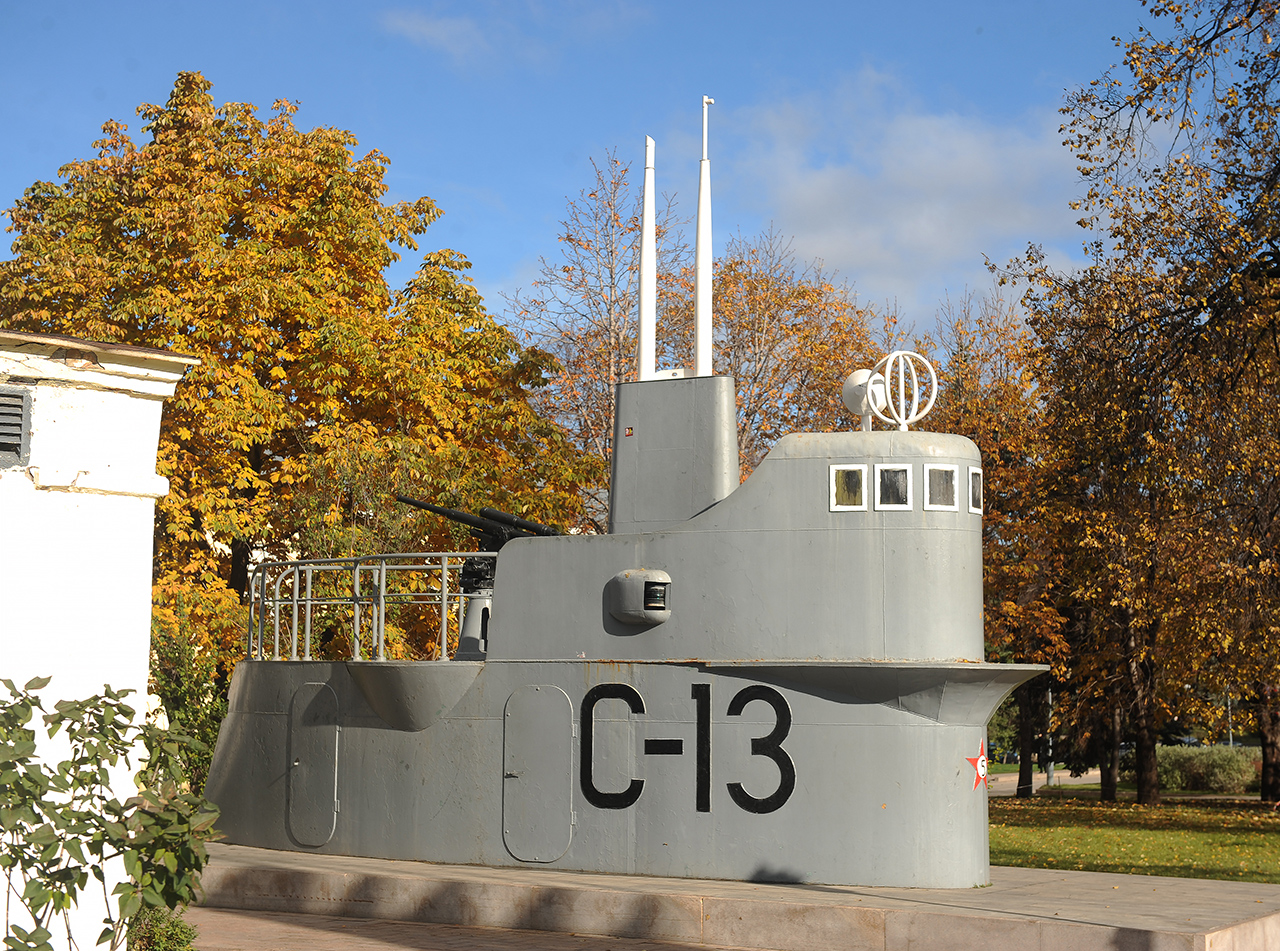
Рубка подводной лодки С-13